# Mitrailleuse Nordenfelt

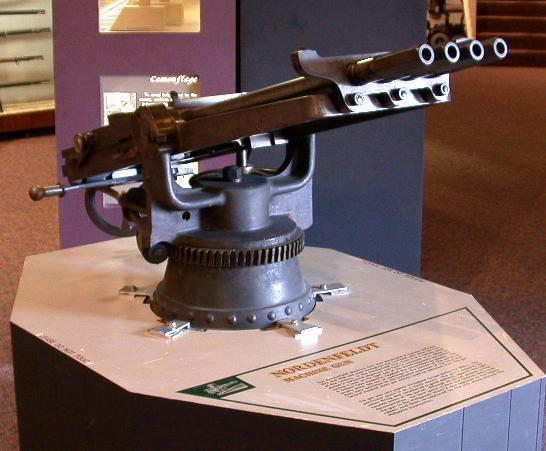
Une mitrailleuse Nordenfelt à quatre canons.

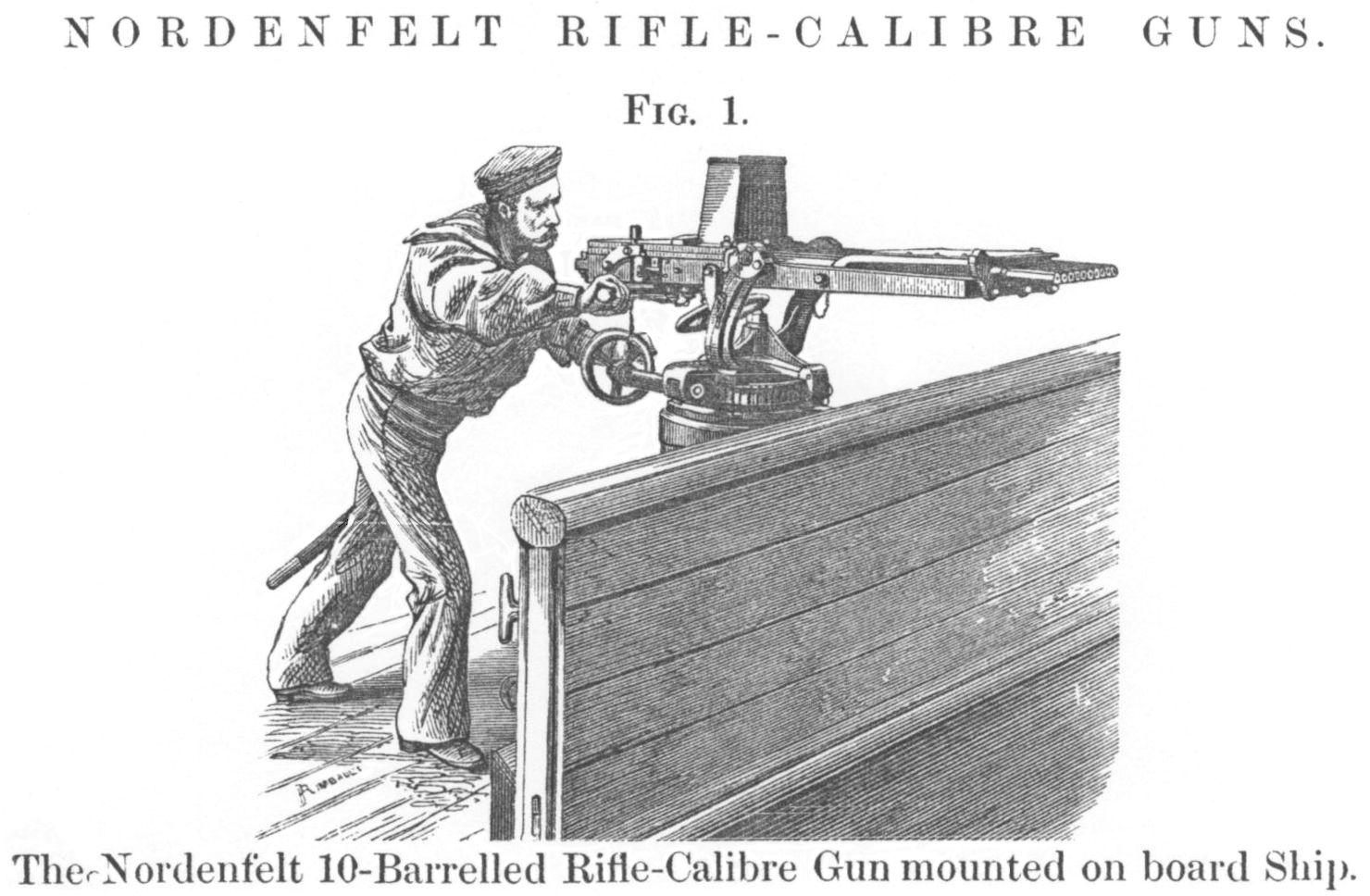
Marin tirant avec une mitrailleuse à dix tubes, la main droite sur la gâchette.

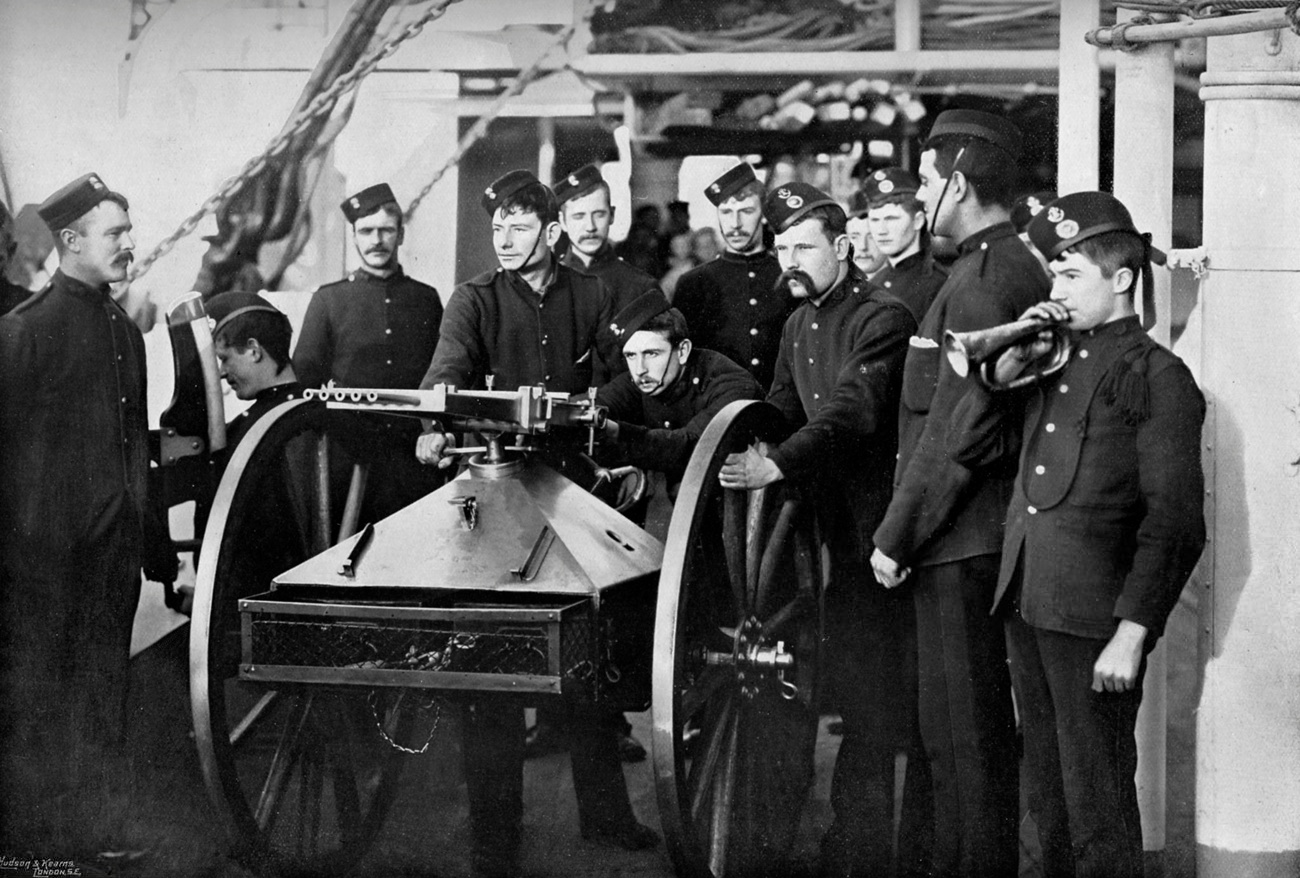
Royal Marines équipés d'une mitrailleuse Nordenfelt à 5 canons (1890).

La mitrailleuse Nordenfelt est un ribaudequin de cinq à douze canons rotatifs. Elle était actionnée en tirant et poussant alternativement une gâchette, les cartouches tombant par leur propre poids dans le chargeur des différents canons à chaque salve. Elle fut déclinée en différents calibres, jusqu'aux cartouches de 25 mm (ou 1 pouce). Elle pouvait, il est vrai, fonctionner avec des calibres plus importants, mais le chargement devait alors être effectué à la main, et l'on perdait le bénéfice de l'automatisme. Cet article recouvre le calibre anti-personnel (12 mm).

## Développement
Cette arme a été conçue par un ingénieur suédois, Helge Palmcrantz (en). Il a imaginé un mécanisme permettant de recharger et de tirer une mitrailleuse à canons rotatifs par l'action d'une seule gâchette. Elle fut brevetée en 1873.
L'arme fut d'abord produite en série par le sidérurgiste et banquier suédois Thorsten Nordenfelt, actif à Londres, et c'est à cela que l'arme doit son nom. L'usine se trouvait en Angleterre, et le comptoir de vente à Londres. Des tirs de démonstration furent organisés au cours de divers salons nationaux et foires internationales. La Royal Navy adopta cette arme comme complément à la mitrailleuse Gatling et au canon Gardner.
Lors d'un tir de démonstration organisé à Portsmouth, une mitrailleuse Nordenfelt à dix canons tira 3 000 cartouches en 3 minutes et 3 secondes sans interruption ni enrayement ; mais la mitrailleuse Maxim la surclassa, et Nordenfelt fusionna en 1888 avec Maxim Gun Co. pour donner naissance à Maxim Nordenfelt Guns and Ammunition Company (en) Ltd.
Une mitrailleuse Nordenfelt a été réparée à l'occasion du tournage d'une scène du film Khartoum (1966) : l'arme est utilisée par une canonnière remontant le fleuve.

## Nations armées de Nordenfelt
- Royaume-Uni
- États-Unis
- France
- Autriche-Hongrie
- Argentine
- Australie
- Brésil
- Chili
- Dynastie Qing
- Philippines
- Portugal
- Espagne
- Turquie

- Uruguay